# Harris Dickinson
Harris Dickinson, född 24 juni 1996 i Leytonstone i London, är en brittisk skådespelare. 
Han inledde sin karriär genom att medverka i dramafilmen Beach Rats (2017), för vilken han fick en nominering till en Independent Spirit Award för bästa manliga huvudroll. Dickinson har efter detta spelat rollen som John Paul Getty III i FX-dramat Trust och medverkat i filmerna Maleficent 2: Ondskans härskarinna (2019), The King's Man (2021), Triangle of Sadness (2022) och Där kräftorna sjunger (2022).